# Pyura
Pyura is een zakpijpengeslacht uit de familie van de Pyuridae. De wetenschappelijke naam van het geslacht werd voor het eerst geldig gepubliceerd in 1782 door Molina.

## Soorten
- Pyura abradata Kott, 1985
- Pyura ambonensis Millar, 1975
- Pyura antillarum Van Name, 1921
- Pyura arenosa (Herdman, 1882)
- Pyura aripuensis Herdman, 1906
- Pyura australis (Quoy & Gaimard, 1834)
- Pyura baliensis Millar, 1975
- Pyura beta Skinner, Rocha & Counts, 2019[1]
- Pyura bouvetensis Michaelsen, 1904
- Pyura breviramosa (Sluiter, 1904)
- Pyura cadamostoi Monniot C., 1994
- Pyura camranica Vorontsova & Cole, 1995
- Pyura cancellata Brewin, 1946
- Pyura capensis Hartmeyer, 1911
- Pyura carnea Brewin, 1948
- Pyura chilensis Molina, 1782
- Pyura columna Monniot C. & Monniot F., 1991
- Pyura comma (Hartmeyer, 1906)
- Pyura confragosa Kott, 1985
- Pyura crassacapitata Kott, 1985
- Pyura crinita Michaelsen, 1922
- Pyura curvigona Tokioka, 1950
- Pyura dalbyi Rius & Teske, 2011
- Pyura discoveryi (Herdman, 1910)
- Pyura discrepans (Sluiter, 1898)
- Pyura doppelgangera Rius & Teske, 2013
- Pyura duplicata Van Name, 1918
- Pyura dura (Heller, 1877)
- Pyura elongata Tokioka, 1952
- Pyura erythrostoma (Quoy & Gaimard, 1834)
- Pyura fissa (Herdman, 1881)
- Pyura gangelion (Savigny, 1816)
- Pyura georgiana (Michaelsen, 1898)
- Pyura gibbosa (Heller, 1878)
- Pyura haustor (Stimpson, 1864)
- Pyura hebridensis Monniot F. & Monniot C., 2003
- Pyura herdmani (Drasche, 1884)
- Pyura honu Monniot C. & Monniot F., 1987
- Pyura hupferi Michaelsen, 1908
- Pyura inopinata Monniot C., 1978
- Pyura irregularis (Herdman, 1881)
- Pyura isobella Kott, 1985
- Pyura lanka Herdman, 1906
- Pyura legumen (Lesson, 1830)
- Pyura lepidoderma Tokioka, 1949
- Pyura lignosa Michaelsen, 1908
- Pyura littoralis (Kott, 1956)
- Pyura lutea (Sluiter, 1900)
- Pyura lycoperdon Monniot C. & Monniot F., 1983
- Pyura mariscata Rodrigues, 1966
- Pyura microcosmus (Savigny, 1816)
- Pyura millari Rodrigues, 1966
- Pyura mirabilis (Drasche, 1884)
- Pyura molguloides (Herdman, 1899)
- Pyura mozambica Monniot C., 2002
- Pyura multiruga Monniot C. & Monniot F., 1982
- Pyura munita (Van Name, 1902)
- Pyura navicula Kott, 1985
- Pyura obesa Hartmeyer, 1919
- Pyura ocellata Monniot F., 2016
- Pyura ostreophila Hartmeyer & Michaelsen, 1928
- Pyura pachydermatina (Herdman, 1881)
- Pyura paessleri (Michaelsen, 1900)
- Pyura pantex (Savigny, 1816)
- Pyura picta Brewin, 1950
- Pyura pilosa Monniot C. & Monniot F., 1974
- Pyura polycarpa (Sluiter, 1904)
- Pyura praeputialis (Heller, 1878)
- Pyura praia Monniot C. & Monniot F., 1967
- Pyura pulla (Sluiter, 1900)
- Pyura rapaformis Kott, 1990
- Pyura robusta Hartmeyer, 1922
- Pyura rugata Brewin, 1948
- Pyura sacciformis (Drasche, 1884)
- Pyura sansibarica Michaelsen, 1908
- Pyura scortea Kott, 1985
- Pyura setosa (Sluiter, 1905)
- Pyura shiinoi Tokioka, 1949
- Pyura spinifera (Quoy & Gaimard, 1834)
- Pyura spinosa (Quoy & Gaimard, 1834)
- Pyura spinosissima Michaelsen, 1922
- Pyura squamata Hartmeyer, 1911
- Pyura squamulosa (Alder, 1863)
- Pyura stolonifera (Heller, 1878)
- Pyura stubenrauchi (Michaelsen, 1900)
- Pyura styeliformis Monniot F. & Monniot C., 2001
- Pyura subuculata (Sluiter, 1900)
- Pyura suteri Michaelsen, 1908
- Pyura tasmanensis Kott, 1985
- Pyura tessellata (Forbes, 1848)
- Pyura torpida (Sluiter, 1898)
- Pyura trigamica Tokioka, 1953
- Pyura trita (Sluiter, 1900)
- Pyura tunica Kott, 1969
- Pyura turqueti (Sluiter, 1905)
- Pyura uatio Monniot C., 1991
- Pyura vannamei Monniot C., 1994
- Pyura viarecta Kott, 1985
- Pyura vittata (Stimpson, 1852)